# Trần Hà
Trần Hà (1928–2016) tên thật là Nguyễn Văn Thiệt là soạn giả cải lương, quê ở Châu Thành, Sóc Trăng.

## Tiểu sử
Trần Hà tên thật là Nguyễn Văn Thiệt sinh ra ở làng Nhâm Lăng, Châu Thành, Sóc Trăng vào năm 1928.
Ông học phổ thông ở quê nhà Sóc Trăng lúc nhỏ cho đến năm 1947, sau khi mẹ ông qua đời. Ông tham gia kháng chiến chống Pháp và tham gia trong ngành công an Sóc Trăng 9 năm. Sau đó được phân công làm việc ở Ban Binh vận liên tỉnh miền Đông. Ông là Ủy viên Ban Thường vụ Hội Sân khấu Thành phố Hồ Chí Minh khóa 1, cán bộ của Sở Văn hóa Thông tin TP.HCM từ năm 1976 đến 1993 và tiếp tục công tác cho đến năm 1997 thì về hưu.
Tác phẩm đầu tay của ông là Mê Linh nữ kiệt. Tuy nhiên đến năm 1958, ông cho ra đời hai tác phẩm gây tiếng vang là Mái tóc người vợ trẻ và Nửa mảnh tim. Ông gắn bó với các Đoàn cải lương: Kim Chung, Thủ Đô, Kim Chưởng, Thúy Nga, Dạ Lý Hương,... trong những năm 1958 đến năm 1975. Ngoài ra ông còn hỗ trợ xây dựng thương hiệu của Đoàn cải lương Thăng Long Huỳnh Thái..
Ông qua đời ngày 21 tháng 1 năm 2016 tại Bệnh viện Nhân dân Gia Định.

## Tác phẩm

### Cải lương
- Chấp cánh chim bằng (viết chung với Thế Châu)
- Khách sạn Hào Hoa
- Liễu Chương Đài
- Mê Linh nữ kiệt
- Nửa mảnh tim
- Mái tóc người vợ trẻ
- Bóng hồng sa mạc
- Nữ chúa một đêm
- Nạn con rơi
- Nguyên soái bán vợ (viết chung với Yên Ba)
- Người yêu của nữ hoàng

### Hồi ký
- Khi bức màn nhung khép lại.